# أزهار أوركيد القرد
دراكولا القرد أو أوركيد القرد هي نبات هوائي يصنف تحت Masdevallia وتحول لاحقا إلى صنف السحلبية (دراكولا)، وتنتشر في غابات الإكوادور وبيرو وتنمو في مرتفعات الجبال على علو 1000 إلى 2000 متر ولذلك لم يتمكن العديد من الأشخاص على مر التاريخ من اكتشافها والتعرف عليها.
وبفضل هواة جمع النباتات الغريبة، انتشرت صور هذه الزهور الرائعة عبر شبكات الإنترنت ليشاهدها عامة الناس ويتعرفون على سر جمالها. تم تسمية هذه الزهرة النادرة عام 1978 من قبل عالم النبات التشيلي Luer وهي زهرة تنتمي لعائلة زهور تحتوي على أكثر من 120 نوعا تجدها في الغالب في الإكوادور. وتزهر أوركيد القرد بكثرة في أعالي الجبال في أي موسم من مواسم السنة وتشبه رائحتها رائحة البرتقال.